# Steve Hopkins
Stephen "Steve" Gee Hopkins, född 31 oktober 1929 i Philadelphia, Pennsylvania, USA, död 10 maj 1971, var en amerikansk journalist, manusförfattare och filmproducent.

## Biografi
Steve Hopkins, som var son till Albert C. Hopkins och Cecelia Freeman,
var ursprungligen journalist med sociologisk skolning. 
Han bosatte sig i Sverige år 1956 och blev sedermera redaktör i Sverige för tidningen Industria International under slutet av 1950-talet. Efter en tid började han även frilansa som filmare på Sveriges Radio och samarbetade under sin karriär med flera kända filmare och producenter såsom Bo Bjelfvenstam, Anders Ribbsjö och Lennart Olson.
År 1960 producerade Hopkins, tillsammans med John D. Hess och regissören John Cromwell, den svensk-amerikanska dramafilmen De sista stegen (A matter of Morals).
Hopkins var då också manusförfattare till filmserien The Face of Sweden som visades 1963.
År 1967 släppte Hopkins dokumentärfilmen Hello Bobby! Om Robert F. Kennedy och den svåra vägen till Vita Huset i samarbete med filmaren och fotografen Lennart Olson.
Hopkins gjorde även ytterligare en dokumentär som visades samma år, Harlem -67, som handlade om Black Power-rörelsen i vilken Hopkins följde den svarta ledaren och pastorn Adam Clayton Powell Jr.
Innan de amerikanska valet 1968 filmades dokumentären Den oblodiga revolutionen tillsammans med kollegorna Bob Elfström och Peter Davis.

### The Face of Sweden

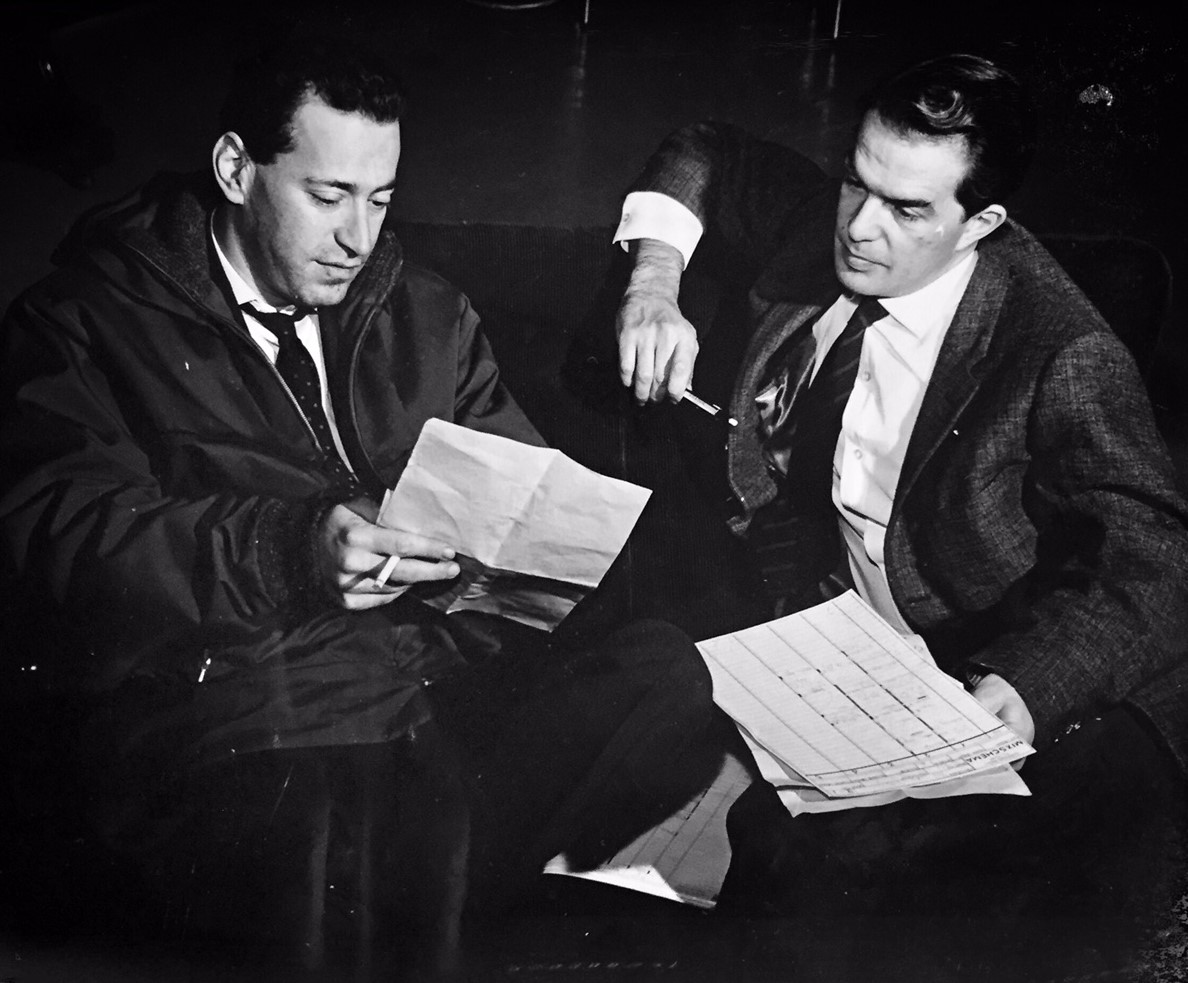
Steve Hopins (till vänster) och Bo Bjelfvenstam (till höger) under inspelningen av filmserien The Face of Sweden.

Filmserien The Face of Sweden var ett beställningsuppdrag från Nordisk Tonefilm och Svenska Institutet avsedd som utbildningstelevision för en  amerikansk publik. Uppdraget gavs till Sveriges Radio och bestod av en serie av åtta filmer med information om Sverige, avsedd för utlandet. Manuset till produktionen skrevs av Steve Hopkins och producerades av Lennart Ehrenborg med Bo Bjelfvenstam på regi.
Filmerna bjöd på ett nytt filmspråk, i klass med de högre internationella kvalitetsfilmerna, där dokumentär- och fictiongenrerna blandades. Flera av filmerna sades av filmprofessorn Leif Furhammar "[…] vara de mest attraktiva som dittills har gjorts i svensk TV […]" och prisades för sin klippdynamik och associationsrikedom.
Serien kritiserades av vissa för att ha närmat sig propaganda i sin mycket positiva skildring av Sverige. Samtidigt visade Hopkins en mer okonventionell sida av Sverige då han i avsnittet The Icicle and the Sun diskuterade ämnen som självmordsfrekvens, alkoholism och psykisk ohälsa, som gick emot de dåvarande föreställningarna om Den svenska modellens framgångar.

### Den sista timmen
Under instpelningen av The Face of Sweden, då de filmade i ett skyddsrum, fick Hopkins idén till filmen Den sista timmen.
Filmen handlar om en kvinna som missat evakueringen vid ett atombombshot då hon tagit en överdos av sömnmedicin, och som sedan vaknar upp till en 
öde värld.
Filmen beskrevs i Aftonbladet som "en av de djärvaste och mest realistiska filmer som någonsin gjorts av svensk TV".
Inspelningen medförde vissa svårigheter då filmen krävde en totalt ödslig Stockholms stad och därför filmades i gryningstimmarna från klockan 3 och framåt.

### Hello Bobby!

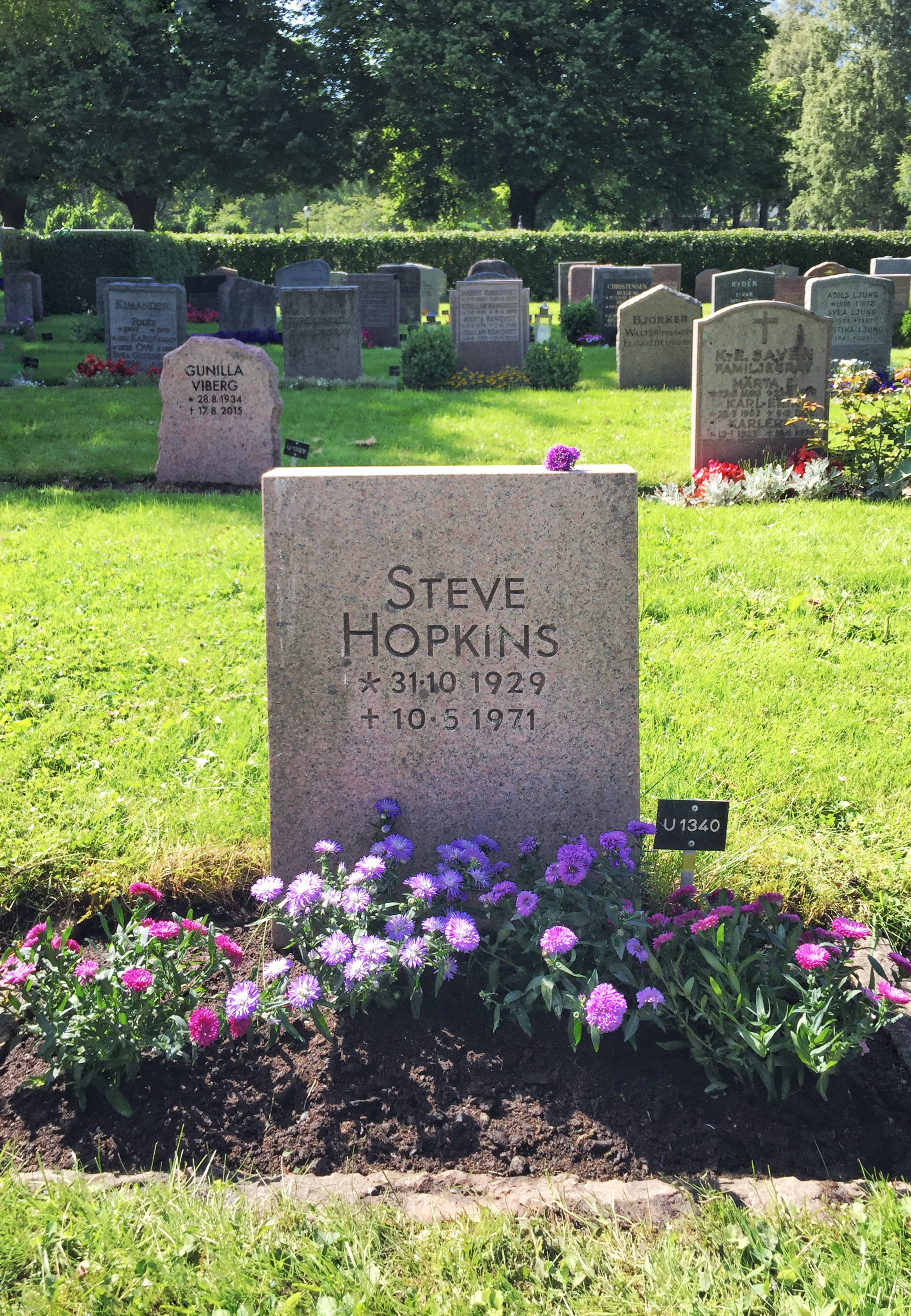
Steve Hopkins gravplats på Lidingö kyrkogård, bilden tagen 2016.

Hopkins gjorde tillsammans med fotografen och filmaren Lennart Olson året 1966 dokumentären Hello Bobby! Om Robert F. Kennedy och den svåra vägen till Vita Huset.
I dokumentärfilmen följde Hopkins och Olson Robert F. Kennedy på nära håll under hans valturné.
Filmen visades i TV 1967 ungefär ett år innan Robert F. Kennedy blev mördad.
Dokumentären mottogs positivt och omnämns av Leif Furhammar i hans bok Med TV i Verkligheten som "en fascinerande socialpsykologisk studie" av en politisk ledares samspel med sitt folk.

### Den oblodiga revolutionen
I en hoppfull anda 1968, innan valet i USA där Robert F. Kennedy var kandidat, filmades dokumentären Den oblodiga revolutionen, i samverkan med kollegorna Bob Elfström och Peter Davis.
Dokumentären drev tesen att USA, efter valet där Robert F. Kennedy förväntades bli president, skulle kunna lösa de pågående konflikterna utan våld.
Dokumentären hämtade även inspiration från Martin Luther Kings ledarskap.
Innan filmen hade hunnit visas på duk blev både Robert F. Kennedy och Martin Luther King mördade. Detta förtog både titeln och tesens framgång.

### Privatliv
Hopkins träffade år 1962 under inspelningen av filmserien The Face of Sweden, Kerstin Ekström (numera Edström), aktör i avsnittet The Icicle and the Sun. Tillsammans fick de år 1964 en dotter.
1971 tog Hopkins sitt liv. Han begravdes vid Lidingö kyrka i Stockholms län.

## Film- och TV-produktioner
| Titel | År   | Roll                  |
| --- | ---- | --------------------- |
| De sista stegen (A matter of morals) | 1960 | Producent             |
| Sveriges ansikte (The Face of Sweden) Sveriges ansikte I (The Face of Sweden: The Secure Society) Sveriges ansikte II (The Face of Sweden: A Just Society) Sveriges ansikte III (The Face of Sweden: The Organized Society) Sveriges ansikte IV (The Face of Sweden: Sweden in World Affairs) Sveriges ansikte V (The Face of Sweden: The Enterprising Society) Sveriges ansikte VI (The Face of Sweden: The Expressive Society) Sveriges ansikte VII (The Face of Sweden: The Icicle and the Sun) Sveriges ansikte VIII (The Face of Sweden: The Aspiring Society) | 1963 | Manusförfattare       |
| Den sista timmen | 1963 | Manusförfattare       |
| Hello Bobby! | 1967 | Filmare och producent |
| Harlem -67 | 1967 |                       |
| Den oblodiga revolutionen | 1968 |                       |
| Ge freden en chans | 1969 |                       |
| Jimmy | 1971 | Regissör              |
| Joe Hill | 1971 | Manusförfattare       |